# Sint-Antonius van Paduakerk ('s-Hertogenbosch)
De Sint-Antonius van Paduakerk is een voormalig kerkgebouw in de Noord-Brabantse stad 's-Hertogenbosch, gelegen aan het Kapelaan Koopmansplein 3.

## Geschiedenis
Vanaf 1920 werd de woonwijk De Muntel gebouwd. Centraal gelegen lag het Duhamelplein waar de kerk verrees. De financiering geschiedde door de Kerkbouw-stichting onder voorwaarde dat de kerk aan Antonius van Padua zou worden gewijd.
Van 1923-1924 werd de kerk gebouwd naar ontwerp van Wolter te Riele. Er waren problemen met de fundering vanwege de slappe bodem. Daarom moest er op de kerk worden bezuinigd. Zo kwam er geen hoge toren.
De voorgevel van het bakstenen gebouw, dat neogotische stijl elementen bevatte, werd geflankeerd door twee slanke torentjes. Ook boven het koor bevond zich een torentje. De zijbeuken werden gekenmerkt door puntgevels.
Vlak voor de bevrijding (oktober 1944) werd kapelaan Koopmans door de bezetter doodgeschoten. Na de oorlog kreeg het Duhamelplein daarom zijn huidige naam.
Vergrijzing leidde ertoe dat het aantal gelovigen afnam. In 1971 werd de parochie daarom samengevoegd met de Sacramentsparochie. In 1977 werd de Antonius van Paduakerk gesloten om in 1983 te worden gesloopt.
Op de plaats van de kerk bevindt zich tegenwoordig een flatgebouw.